# Gatsbys American Dream
Gatsbys American Dream fue una banda de indie rock. Se formó en Seattle, Washington en 2002 y se disolvió sin comunicado oficial en 2006. Destaca su importante inspiración en la literatura de F. Scott Fitzgerald, Phillip K. Dick, William Golding, y Orson Scott Card. Su discografía cuenta con cuatro álbumes de estudio y un EP Después de disolvieron, todos los miembros han comenzado bandas diferentes incluyendo Kay Kay and his Weathered Underground, Places and Numbers, y Princess Dinosaur.

## Integrantes
- Nic Newsham - voz principal
- Bobby Darling - guitarra
- Kirk Huffman - bajo
- Rudy Gajadhar - Batería
- Kyle O'Quin - piano, voz
- Kyle Van Weirengen - voz (2002-2003)/(2006-present)

### Exintegrantes
- Josh Berg - bajo
- Dustin McGhye - batería

- Datos: Q4809531